# Beaujeu-Saint-Vallier-Pierrejux-et-Quitteur
Beaujeu-Saint-Vallier-Pierrejux-et-Quitteur is een gemeente in het Franse departement Haute-Saône in de regio Bourgogne-Franche-Comté. De plaats maakt deel uit van het arrondissement Vesoul. De gemeente telde 922 inwoners op 1 januari 2022.
Samen met Saint-Remy-en-Bouzemont-Saint-Genest-et-Isson houdt deze gemeente het record van langste gemeentenaam in Frankrijk (38 letters), een titel die gedeeld werd met Saint-Germain-de-Tallevende-la-Lande-Vaumont tot deze gemeente op 1 januari 2016 werd opgeheven.

## Geografie
De oppervlakte van Beaujeu-Saint-Vallier-Pierrejux-et-Quitteur bedroeg op 1 januari 2022 35,12 vierkante kilometer; de bevolkingsdichtheid was toen 26,3 inwoners per km².

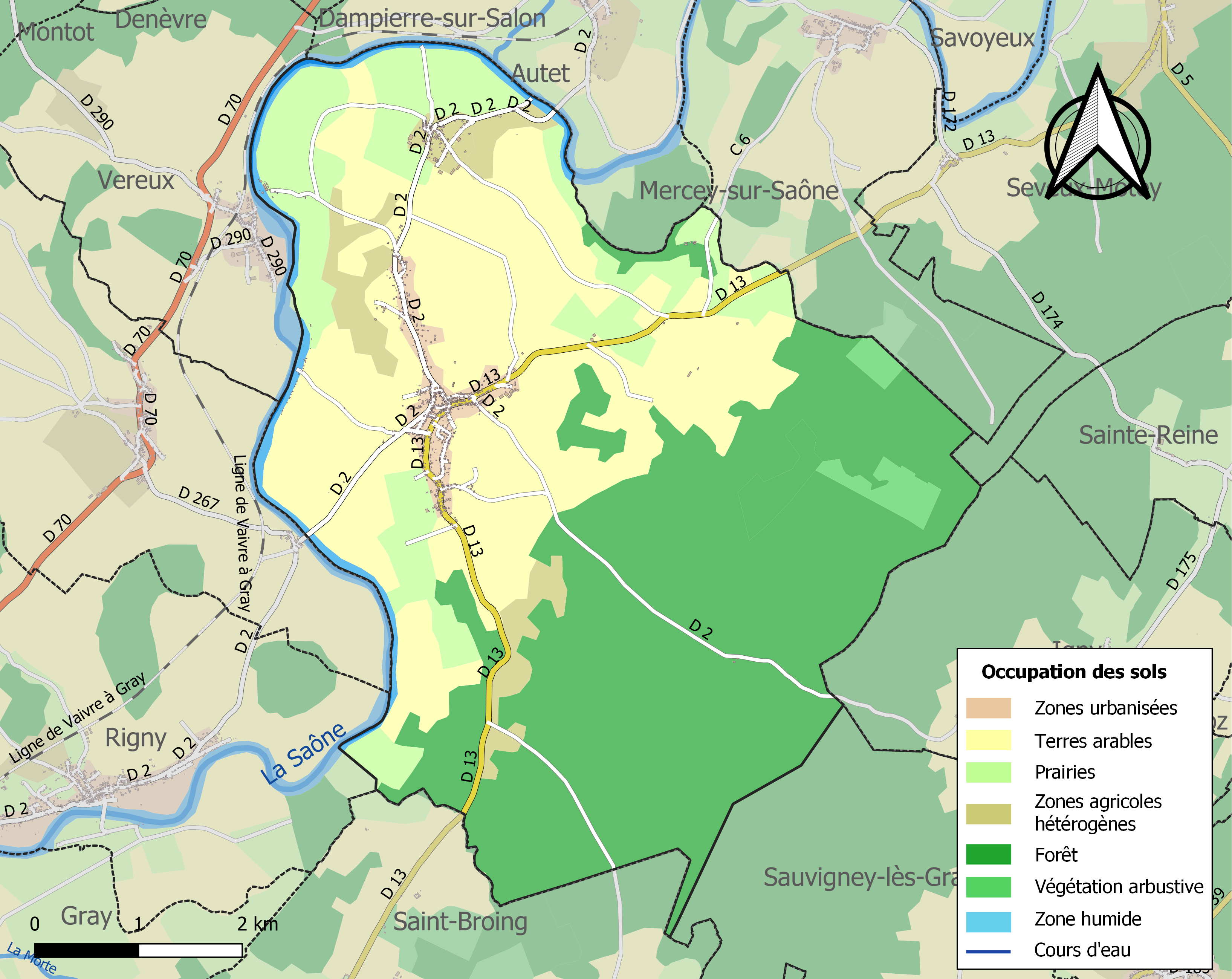
Kaart van de gemeente met de belangrijkste infrastructuur, bodemgebruik en omliggende gemeenten

## Demografie
Onderstaande figuur toont het verloop van het inwonertal (bron: INSEE-tellingen).